# Singafrotypa acanthopus
Singafrotypa acanthopus là một loài nhện trong họ Araneidae.
Loài này thuộc chi Singafrotypa. Singafrotypa acanthopus được Eugène Simon miêu tả năm 1907.